# Henri Devroye
Henri Devroye (Hollognes-aux-Pierres, 21 oktober 1884 - Brussel, 4 april 1955) was een Belgisch wielrenner. Devroye was beroepsrenner van 1904 tot 1923. Hij nam 5 maal deel aan de Ronde van Frankrijk. Zijn beste uitslag behaalde hij in de Ronde van Frankrijk 1912, toen hij 8ste werd. In de Ronde van Frankrijk 1911 werd hij 10de.

## Resultaten in voornaamste wedstrijden
| Jaar | Ronde van Italië | Ronde van Frankrijk | Ronde van Spanje |
| ---- | ---------------- | ------------------- | ---------------- |
| 1910 |                  |                     |                  |
| 1911 |                  | 10e                 |                  |
| 1912 |                  | 8e                  |                  |
| 1913 |                  | opgave              |                  |
| 1914 |                  | 22e                 |                  |
| 1920 |                  | opgave              |                  |
| 1923 |                  |                     |                  |

| Jaar | Parijs-Roubaix | Luik-Bast.‑Luik | Parijs-Brussel | Parijs-Tours |
| ---- | -------------- | --------------- | -------------- | ------------ |
| 1910 | 28e            |                 | 22e            |              |
| 1911 |                |                 | 7e             |              |
| 1912 | 51e            |                 | 20e            |              |
| 1913 | 57e            |                 | 7e             | 42e          |
| 1914 |                |                 |                | 4e           |
| 1920 |                |                 |                |              |
| 1923 |                | 21e             |                |              |

- Bibliothèque nationale de France: cb14976678r (data)
- International Standard Name Identifier: 0000 0004 5093 9358
- Virtual International Authority File: 316737139